# Остбург (Нідерланди)
Остбург (нід. Oostburg) — місто в нідерландській провінції Зеландія. Входить до муніципалітету Сльойс.
Його площа становить 26,54 км², а населення станом на 2021 рік складало 4 650 осіб.
Під час Другої світової війни більшість міських будівель зазнали руйнувань, а 140 містян загинули.
До початку 2003 року мало статус окремого муніципалітету.

## Галерея

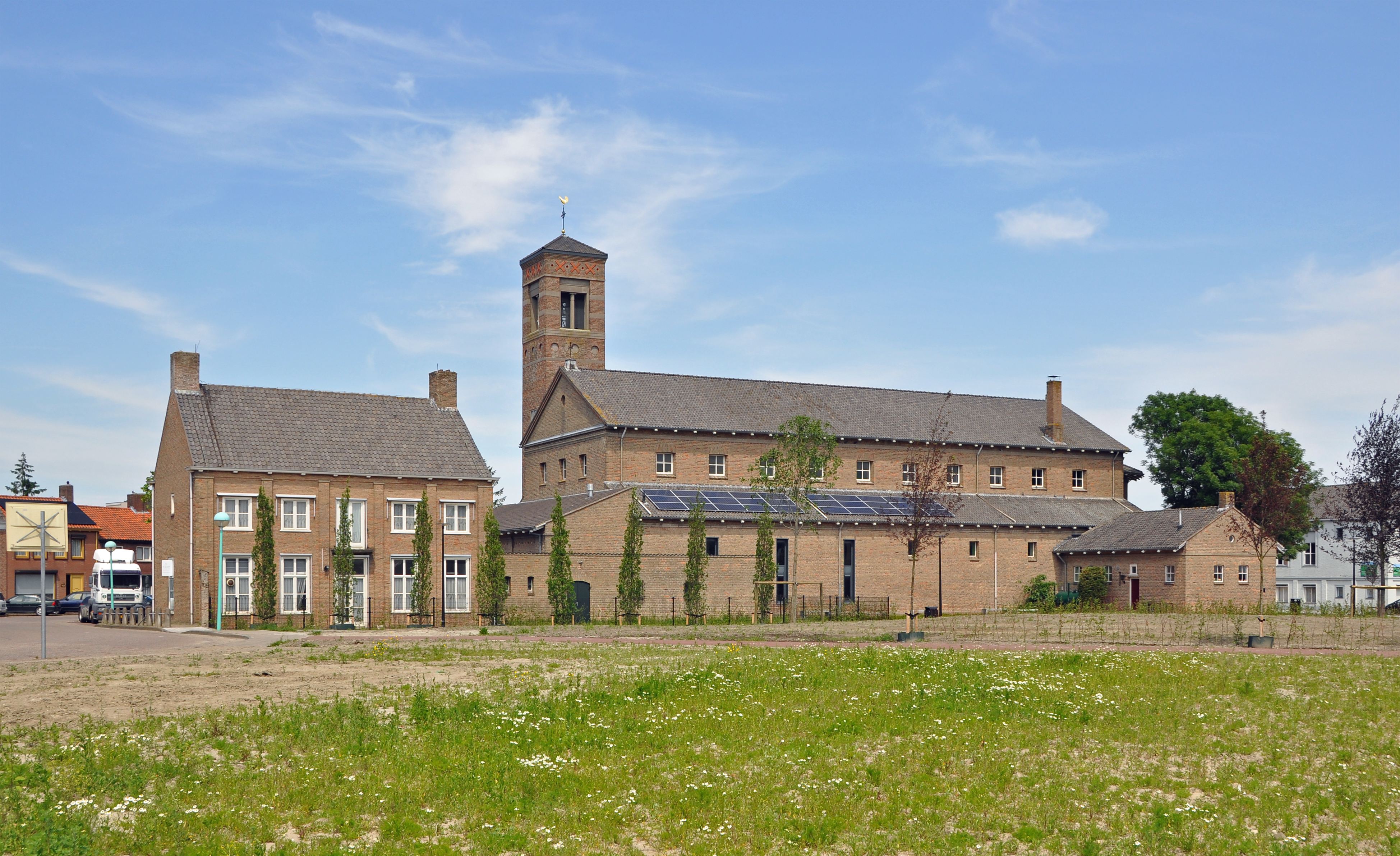
Церква св. Елігіуса
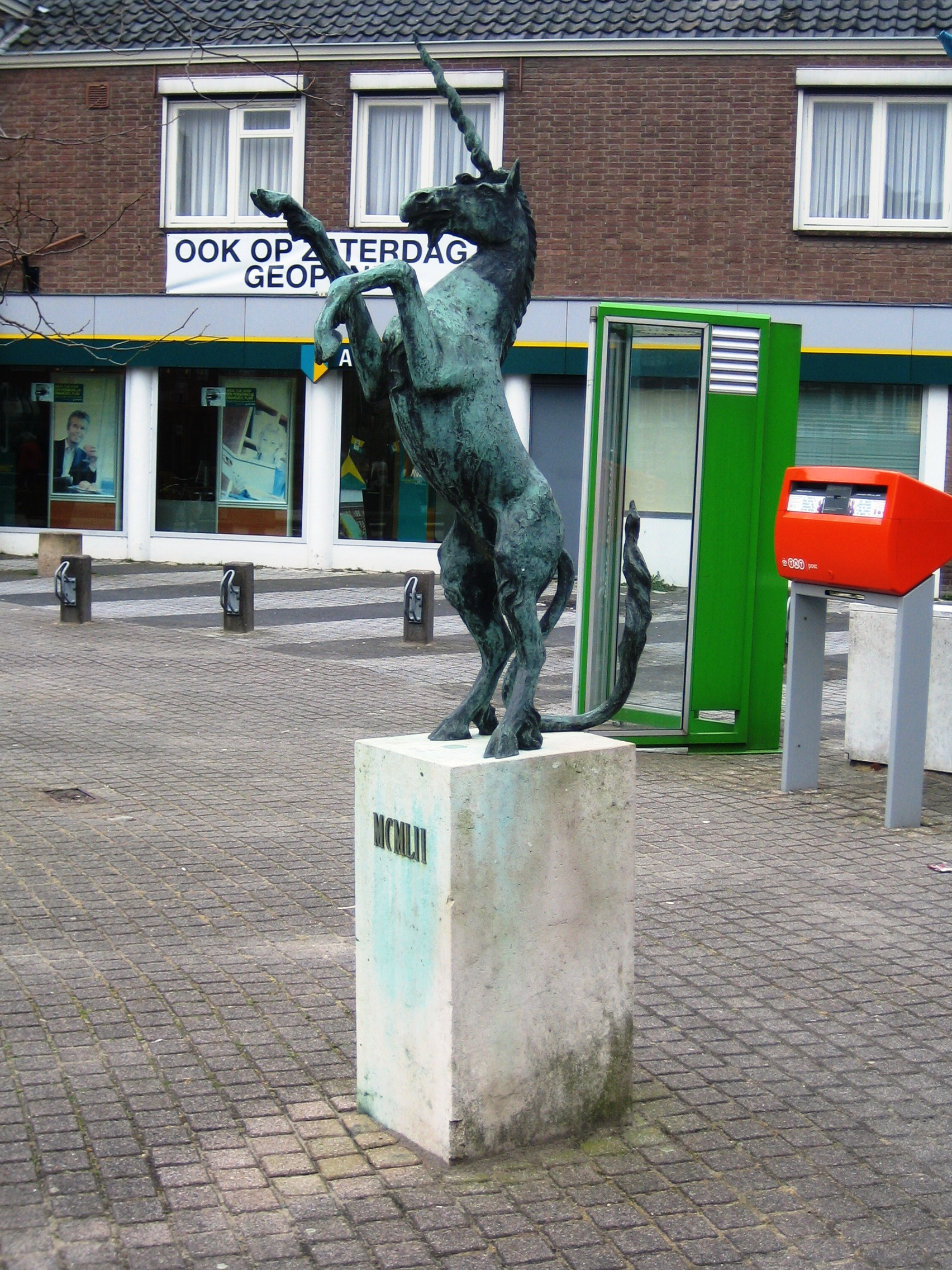
Статуя єдинорога в місті
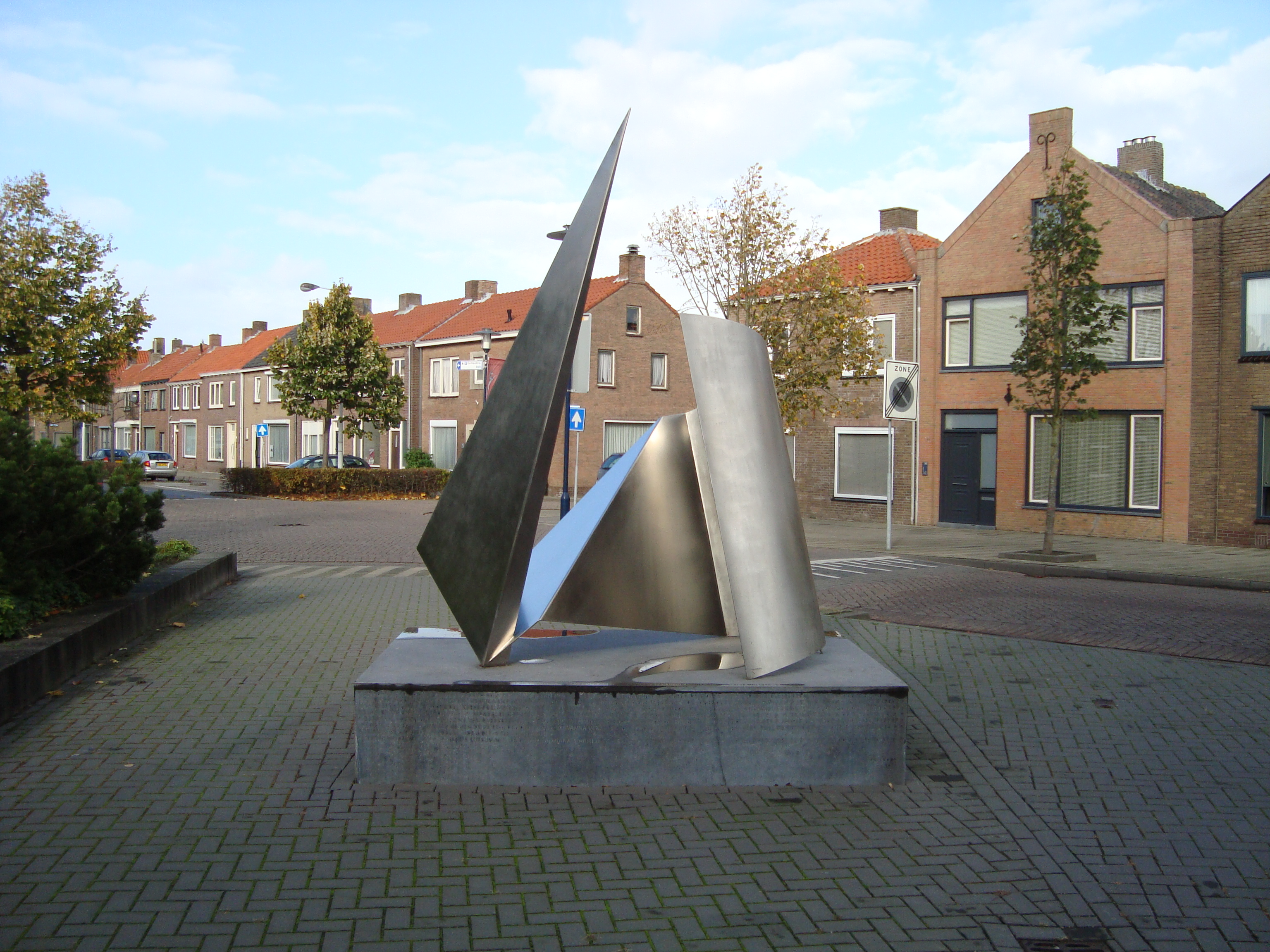
Меморіал жертвам Другої світової війни
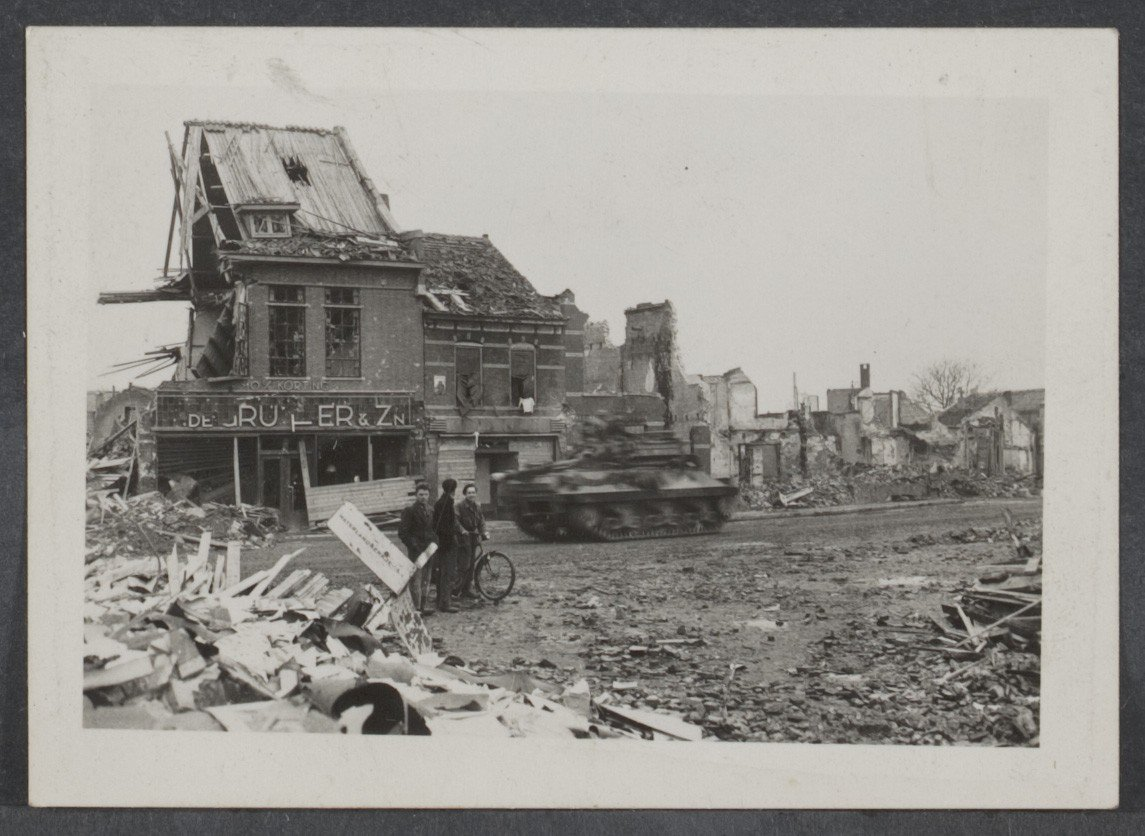
Руїни міста (1944)